# Mouna-Hodan Ahmed
Mouna-Hodan Ahmed ou Mouna-Hodan Ahmed  Ismail, née en 1972, est une professeure et un écrivain francophone de Djibouti, l'une des rares femmes écrivains dans le pays.

## Éléments biographiques
Née dans une famille de cinq enfants, elle complète ses études primaires et secondaires à Djibouti avant de poursuivre des études supérieures en France. Elle retourne ensuite dans son pays natal, comme professeur de français.
Son premier roman, Les Enfants du khat, est publié en 2002. Il décrit la vie d'une jeune Djiboutienne, fille aînée d'une famille dont le père est addictif au khat. C'est la mère qui travaille sans relâche pour nourrir les siens,,,.